# وزارة ممدوح سالم الخامسة
وزارة ممدوح سالم الخامسة هي الوزارة المائة في تاريخ مصر وتشكلت في 9 مايو 1978.:100:101

## أعضاء الحكومة
| الوزارة                                                  | الوزير                        |
| -------------------------------------------------------- | ----------------------------- |
| رئيس مجلس الوزراء                                        | ممدوح سالم                    |
| نائب رئيس مجلس الوزراء ووزيراً للحربية والإنتاج الحربي    | محمد عبد الغني الجمسي         |
| نائب رئيس مجلس الوزراء للإنتاج ووزيراً للكهرباء والطاقة   | أحمد سلطان                    |
| الداخلية                                                 | محمد نبوي إسماعيل             |
| الخارجية                                                 | محمد إبراهيم كامل             |
| شئون مجلس الشعب                                          | أحمد فؤاد محيي الدين          |
| الصناعة والبترول والتعدين                                | أحمد عز الدين هلال            |
| التعليم والدولة للبحث العلمي                             | مصطفى كمال حلمي               |
| التجارة                                                  | زكريا توفيق عبد الفتاح        |
| الري والدولة لشئون السودان                               | عبد العظيم عبد الله أبو العطا |
| الاقتصاد والتعاون الاقتصادي                              | حامد عبد اللطيف السايح        |
| الصحة                                                    | إبراهيم جميل بدران            |
| المالية                                                  | محمود صلاح الدين حامد         |
| الأوقاف والدولة لشئون الأزهر                             | محمد متولي الشعراوي           |
| الثقافة والإعلام                                         | عبد المنعم الصاوي             |
| استصلاح الأراضي                                          | إبراهيم شكري                  |
| السياحة والطيران المدني                                  | محب رمزي إستينو               |
| الشئون الاجتماعية والتأمينات                             | آمال عثمان                    |
| التخطيط                                                  | عبد الرزاق عبد المجيد         |
| التعمير والمجتمعات الجديدة                               | حسب الله الكفراوي             |
| النقل والمواصلات والنقل البحري                           | نعيم مصطفى أبو طالب           |
| القوى العاملة والتدريب المهني                            | سعد محمد أحمد                 |
| الإسكان                                                  | أحمد طلعت توفيق               |
| العدل                                                    | أحمد ممدوح عطية               |
| الزراعة                                                  | محمود محمد داوود              |
| التموين                                                  | ناصف عبد المقصود طاحون        |
| الدولة للإنتاج الحربي                                    | عبد الستار مجاهد عرفة         |
| الدولة للشئون الخارجية                                   | بطرس بطرس غالي                |
| الدولة للتنمية الإدارية                                  | علي السلمي                    |
| الدولة للحكم المحلي والتنظيمات الشعبية والسياسية والشباب | محمد حامد محمود               |
| الدولة لشئون مجلس الوزراء والمتابعة والرقابة             | عيسى عبد الحميد شاهين         |

## تعديلات
- في سبتمبر 1978 قدم محمد إبراهيم كامل استقالته من منصبه.